# Уфимське моторобудівне виробниче об'єднання

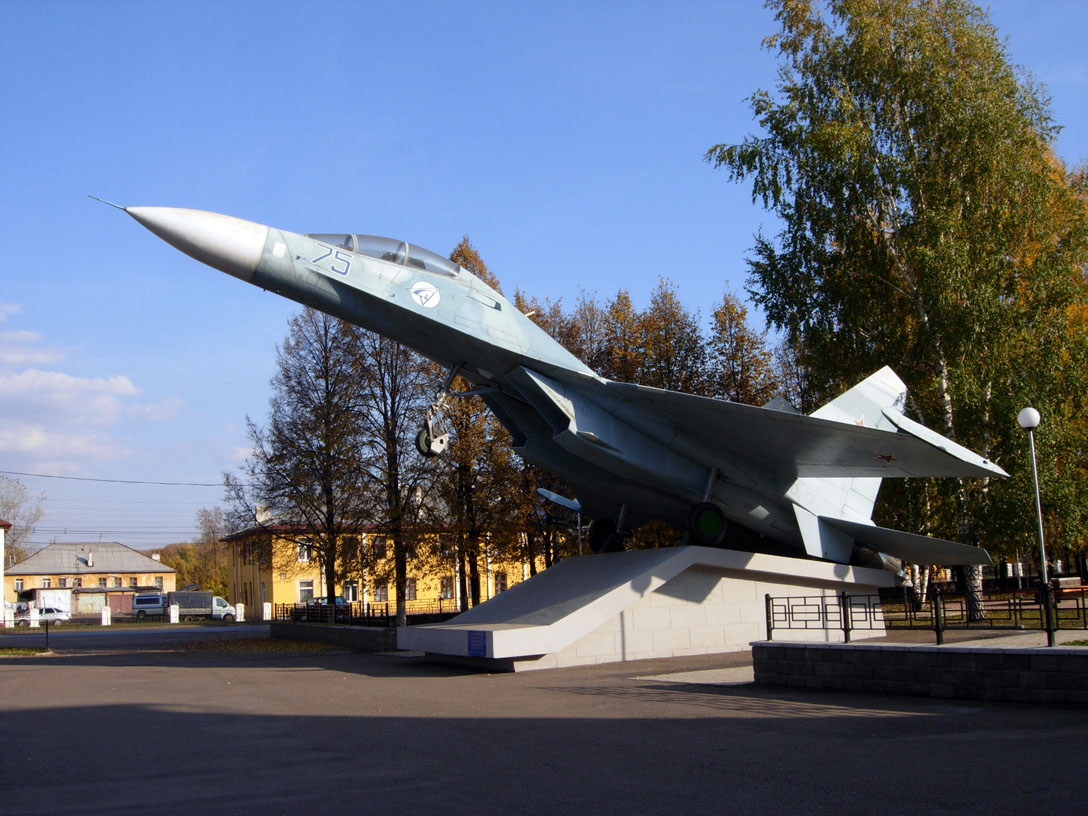
Винищувач Су-27 перед відділом кадрів УМВО

ОДК-Уфимське моторобудівне виробниче об'єднання (юридична назва Публічне акціонерне товариство «ОДК -Уфимське моторобудівне виробниче об'єднання», ПАТ «ОДК-УМВО») — російське підприємство, виробник авіаційних двигунів. Засноване в 1925 році. В об'єднанні працюють більше 24 тисяч чоловік.
Входить до складу ОДК — «Об'єднаної двигунобудівної корпорації».
Основними видами діяльності підприємства є розробка, виробництво, сервісне обслуговування і ремонт турбореактивних авіаційних двигунів і газоперекачувальних агрегатів, виробництво і ремонт вузлів вертолітної техніки. Серійно випускає турбореактивні двигуни для літаків сімейства Су-27 (двигун АЛ-31Ф), Су-30 (двигун АЛ-31Ф і АЛ-31ФП), Су-35С (АЛ-41Ф-1С), Су-57 (АЛ-41Ф- 1), Су-25 (Р-95Ш і Р-195), вузли і агрегати для вертольотів «Ка» і «Мі».

## Історія
Датою народження підприємства вважається 17 липня 1925 року. У цей день Рада праці та оборони ухвалила рішення про будівництво, на базі дрібних авторемонтних майстерень колишнього АТ "Російський Рено" в Рибінську заводу з виробництва авіаційних двигунів. 14 січня 1928 року завод став до ладу діючих підприємств авіаційної промисловості під номером 26.
У 1931 році в Уфі почалося будівництво заводу комбайнових моторів, в 1935 році зібрані перші 10 двигунів.
До 1940 року Уфимський моторний завод мав все необхідне для виходу виробництва на повну потужність, але був переданий в Наркомат авіаційної промисловості з присвоєнням йому номера 384. У цьому ж році УМЗ стає дублером Рибінського заводу з виробництва авіаційних моторів М-105 (до початку Великої Вітчизняної війни завод встиг випустити 675 штук М-105).
На початку війни на площі Уфимського заводу евакуйований ряд моторних заводів, в тому числі і з Рибінська. 17 грудня 1941 року Рибінський моторний завод номер 26, два ленінградських заводу-дублера (234-й і 451-й), частково 219-й з Москви, проектне бюро ЦІАМ (Москва), конструкторське бюро В. А. Добриніна (Воронеж) і два уфимських заводи, — моторний (384-й) і дизельний (338-й) об'єднані в єдине ціле. Нове підприємство стало правонаступником об'єднаних заводів і отримало номер головного — 26-й. У 1943 році на завод передали завдання створення центрифуги для збагачення урану за проектом Ф. Ф. Ланге, необхідного для атомного проекту СРСР.
Виробництво двигунів на заводі № 26 в період 1942—1948 років:
| Двигун \ Роки | 1942   | 1943   | 1944   | 1945 | 1946 | 1947 | 1948 | всього |
| ------------- | ------ | ------ | ------ | ---- | ---- | ---- | ---- | ------ |
| М-105ПФ       | 10 048 | 11 965 | 8762   | 4312 | 687  | -    | -    | 35 774 |
| ВК-107А       | 41     | 208    | 2111   | 3191 | 396  | 692  | 550  | 7189   |
| ВК-108        | -      | -      | 6      | 27   | 16   | -    | -    | 49     |
| РД-10         | -      | -      | -      | -    | 59   | 447  | 833  | 1339   |
| всього        | 10 089 | 12 173 | 10 879 | 7530 | 1158 | 1139 | 1383 | 44 351 |

Надалі підприємство перейменовано в Уфимський моторобудівний завод, на базі якого в 1978 році створено Уфимське моторобудівне виробниче об'єднання, в 1993 році стало відкритим акціонерним товариством «Уфимське моторобудівне виробниче об'єднання».
У серпні 2011 року наказом генерального директора «Об'єднаної двигунобудівної корпорації» Андрія Реуса об'єднання визначено головним підприємством в країні з випуску двигунів для бойової авіації. У 2012 році у ВАТ «УМВО» з'являються дві філії: "Дослідно-конструкторське бюро імені А. Люльки «(Москва) і» Литкарінський машинобудівний завод "(Литкаріно).
8 вересня 2017 року перейменовано в публічне акціонерне товариство «ОДК-Уфимське моторобудівне виробниче об'єднання».